# Arne Selmosson
Arne Bengt Selmosson (Götene, Suecia, 29 de marzo de 1931-Estocolmo, Suecia, 19 de febrero de 2002) fue un jugador y entrenador de fútbol sueco. En su etapa como jugador profesional se desempeñaba como delantero.
Fue el único futbolista que marcó tanto para Lazio como para Roma en el Derbi de Roma hasta el 29 de septiembre de 2018, cuando Aleksandar Kolarov igualó esta marca. En noviembre de 2008, se inauguró un monumento en su honor en Götene, su ciudad natal.

## Selección nacional
Fue internacional con la selección sueca en 4 ocasiones y convirtió un gol. Fue miembro de la legendaria selección sueca que llegó a la final de la Copa del Mundo de 1958.

### Participaciones en Copas del Mundo
| Mundial                        | Sede   | Resultado  | Partidos | Goles |
| ------------------------------ | ------ | ---------- | -------- | ----- |
| Copa Mundial de Fútbol de 1958 | Suecia | Subcampeón | 1        | 0     |

## Clubes

### Como jugador
| Club      | País   | Año       |
| --------- | ------ | --------- |
| Jönköping | Suecia | 1950-1954 |
| Udinese   | Italia | 1954-1955 |
| Lazio     | Italia | 1955-1958 |
| Roma      | Italia | 1958-1961 |
| Udinese   | Italia | 1961-1964 |

### Como entrenador
| Club       | País   | Año       |
| ---------- | ------ | --------- |
| Skövde AIK | Suecia | 1964-1968 |

## Palmarés

### Campeonatos nacionales
| Título      | Club  | País   | Año  |
| ----------- | ----- | ------ | ---- |
| Copa Italia | Lazio | Italia | 1958 |

### Copas internacionales
| Título         | Club | Sede          | Año  |
| -------------- | ---- | ------------- | ---- |
| Copa de Ferias | Roma | Roma (Italia) | 1961 |

### Distinciones individuales
| Distinción                                       |
| ------------------------------------------------ |
| Incluido en el Salón de la Fama del Fútbol Sueco |